# 男性中心主義
男性中心主義（androcentrism、希臘文：andro即男性，centre即中心）意指完全建立於男性經驗為基礎上的理論和實踐，成為不容置疑的準則。許多學術研究都是以男性為主要觀察對象，女性的經驗和女性關心的問題則往往被忽視，在日常生活中的醫療、政治、宗教、家庭、職場、學校等等，不只如此，然而這發生在保守派、宗教或是傳統文化上，甚至包含一些進步勢力，如：社會運動、左派都有一樣的問題。

## 異性戀男性中心主義
伴隨著社會普遍的異性戀主義，建立於異性戀男性經驗為基礎上的理論和實踐，伴侶關係必須由男性支配女性，甚至同性伴侶之間也常常會仿效這一種模式。

## 順性別男性中心主義
伴隨著社會普遍的順性別主義，建立於順性別男性經驗為基礎上的理論和實踐，男性必定要擁有陽具，陽具被視作權力的象徵。

## 參看
- 平等主義
- 父權
- 男性沙文主義
- 異性戀主義
- 順性別主義
- 女性貶抑
- 女性主義
- 性別歧視